# Take Me Home (Phil Collins)
"Take Me Home" is een nummer van de Britse muzikant Phil Collins. Het nummer verscheen op zijn album No Jacket Required uit 1985. Op 15 juli van dat jaar werd het nummer uitgebracht als de vierde en laatste single van het album.

## Achtergrond
"Take Me Home" is geschreven door Collins zelf en geproduceerd door Collins en Hugh Padgham. Het wordt beschouwd als een van zijn bekendere nummers, en het werd live gespeeld tijdens alle tournees sinds het werd uitgebracht, waarbij het vaak wordt gespeeld tijdens de toegift. Op het nummer zijn Sting en Collins' voormalig Genesis-bandgenoot Peter Gabriel te horen als achtergrondzangers.
"Take Me Home" werd een hit in de landen waar het werd uitgebracht als single. In het Verenigd Koninkrijk kwam het tot de negentiende plaats, terwijl in Ierland plaats 13 werd bereikt. In de Verenigde Staten werd het de vierde top 10-hit van het album met een zevende plaats als hoogste notering. Ook in Canada en Australië werden de hitlijsten gehaald.
In de videoclip van "Take Me Home", opgenomen tijdens de wereldtournee ter promotie van No Jacket Required, zingt Collins het nummer op verschillende locaties over de hele wereld. Zo zingt hij het in Londen, Parijs, Tokio, New York, Sydney, Bremen, Memphis, Los Angeles, Stockholm, San Francisco, Kamakura, Chicago, St. Louis en Houston. Alle shots werden op locatie gefilmd terwijl Collins een optreden had in de betreffende stad. In veel shots zijn ook bekende monumenten uit deze steden zichtbaar. Aan het begin van de clip vertrekt Collins van huis en aan het einde keert hij weer terug, waar zijn vrouw vraagt waar hij geweest is. Collins noemt een aantal steden op waar hij is geweest, waarop zijn vrouw vraagt of hij in de pub is geweest.
"Take Me Home" is gebruikt in de televisieseries Miami Vice en Mr. Robot. Tevens werd het gesampled door onder meer Bone Thugs-n-Harmony en JoJo. Daarnaast werd het gecoverd door Malik Pendleton op het tributealbum Urban Renewal, dat bestaat uit r&b-covers van Collins-nummers.

## NPO Radio 2 Top 2000
| Nummer met noteringen in de NPO Radio 2 Top 2000 | '19  | '20  | '21  | '22  | '23  | '24  |
| ------------------------------------------------ | ---- | ---- | ---- | ---- | ---- | ---- |
| Take Me Home                                     | 1922 | 1648 | 1603 | 1920 | 1953 | 1902 |

1. ↑  Een vetgedrukt getal geeft de hoogste notering aan.
2. ↑  2019 was het eerste jaar met een notering voor dit nummer.